# برونو إيووها
برونو أوبينا إيووها (بالإنجليزية: Bruno Obinna Iwuoha)‏ (6 أكتوبر 1952 – 10 أبريل 2021)، هُو مُمثل نيجيري.

## وصلات خارجية
- برونو إيووها في قاعدة بيانات الأفلام على الإنترنت